# Acacia ampliceps
Acacia ampliceps — вид квіткових рослин з родини бобових, ендемік північно-західної Австралії. Зустрічається вздовж водотоків і в заплавах, на прибережних піщаних дюнах і солончаках, росте на піщаних ґрунтах. Це великий кущ або невелике дерево з часто пониклими гілками й пониклими філодіями (черешки, що виконують фотосинтетичну функцію) від лінійної до ланцетної форми; з квітками від білого до кремового кольору, розташованими в сферичних головках; зі стручками завдовжки до 115 мм.

## Морфологічний опис
Acacia ampliceps — це кущ або невелике дерево, яке зазвичай досягає висоти 3–5 метрів, іноді до 6–7 метрів або вище, або іноді є розпростертим кущем. Його гілочки голі, жовтого кольору і часто звисають. Філодії зазвичай пониклі, різної форми, але часто від лінійної до ланцетоподібної, 70–250 × 7–30 мм з помітною жилкою та 2 залозами. Квітки розташовані в китицях від 2 до 11 головок завдовжки до 100 мм, на квітконосі завдовжки 5–20 мм, у пазухах або на кінцях гілок. Кожна квіткова голова містить від 25 до 50 квіток від білого до кремового кольору. Цвіте з травня по вересень. Плід — стручок до 115 мм завдовшки й 4–6 мм ушир. Насіння довгасте, від сірувато-коричневого до чорного забарвлення з червоним вушком.